# Batteria Mameli
La batteria Mameli, costruita dal Genio militare nel 1935 sulle alture di Pegli a difesa del ponente della città di Genova, è insieme alla batteria Monte Moro e la batteria di Punta Chiappa, una delle più importanti opere difensive costiere del golfo di Genova durante il secondo conflitto mondiale.

## Storia
Nel primo dopoguerra, la costruzione e la messa in funzione di importanti opere difensive costiere procedette a ritmo lento, limitandosi tutt'al più all'installazione di qualche medio-piccolo calibro molto a ridosso della costa.
A Genova, dopo aver dismesso le batterie di San Benigno, di Punta Vagno e della Strega, e inviato nel 1914 a Taranto e Brindisi le maggiori artiglierie, c'era il bisogno di potenziare il sistema difensivo dopo l'incrinatura dei rapporti diplomatici con le altre potenze europee, soprattutto con Francia e Gran Bretagna.
Dal 1935 per integrare queste batterie, furono approntati una serie di treni armati (T.A.) dotati di pezzi da 120/45 e 152/40. Sei di questi vengono dislocati in Liguria con base logistica a La Spezia e comando operativo a Genova.

### Nasce la batteria Mameli

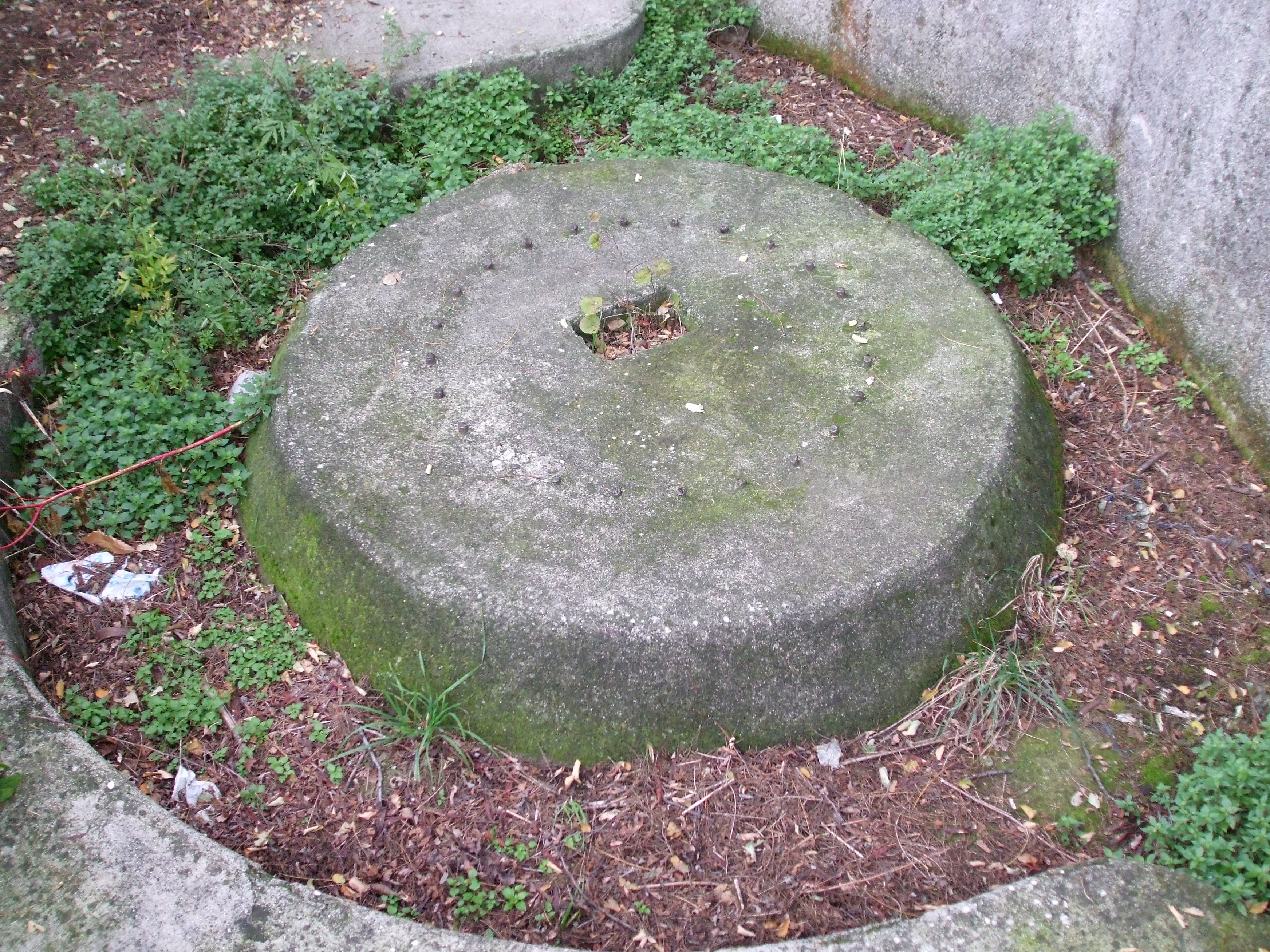
Una delle due piazzole scoperte della "Mameli"

Sempre nel 1935 venne costruita dal genio militare e armata con tre pezzi antinave da 152/50 la batteria Mameli sull'altura chiamata "vetta" di Pegli. Le sue artiglierie si comporteranno bene in seguito all'incursione francese, avvalorando la scelta di installare la batteria sulla vetta di Pegli.
Le prime modifiche si avranno nel 1941, con l'ampliamento dei depositi di munizioni e con la costruzione di una casamatta per arma automatica, fornita di numerose feritoie a protezione della strada di accesso al complesso.

### Seconda guerra mondiale
Dopo il precipitare dei rapporti con la Francia dopo la dichiarazione di guerra avvenuta il 10 giugno 1940 quando l'Italia dichiarò guerra alla Francia e alla Gran Bretagna, solo quattro giorni dopo il secondo gruppo navale della Terza Squadra francese comandata dall'ammiraglio Henri Duplat, si avvicina alla costa tra Arenzano e Sestri Ponente, e inizia un violento canoneggiamento contro le installazioni industriali del capoluogo ligure. La reazione delle difese costiere è immediata ma non molto efficace, la batteria Mameli spara 64 colpi con i suoi pezzi da 152, uno colpisce il cacciatorpediniere Albatros nel locale caldaie di poppa, provocando 12 morti tra i marinai francesi. Aprono il fuoco anche i due pontoni armati del porto di Genova; il pontone armato GM-194 ormeggiato all'estremità del terzo molo di Sampierdarena, spara due colpi con la sua gigantesca torre binata da 381 mm, mentre il pontone armato GM-269 spara un solo colpo con le sue torri binate da 190/39.
Il 9 febbraio le difese costiere di Genova sono nuovamente messe a dura prova, la Force H dell'Ammiraglio inglese James Fownes Somerville spara 273 colpi da 381 mm e 782 colpi da 152 mm oltre a numerosi altri pezzi di piccolo calibro, la batteria Mameli risponde con soli 14 colpi da 152 mm a causa della fitta foschia, che non permette neanche alle altri difese di essere efficaci.
Molti colpi cadono in acqua e questa incursione offensiva inglese dimostra le vistose carenze difensive genovesi.
Il Regio Esercito correrà ai ripari costruendo le batterie di Monte Moro, Arenzano e Portofino cercando i questo modo di coprire lo specchio di mare antistante Genova con delle fortificazioni agli estremi della città.

#### Dopo l'8 settembre
Questa come tutte le altre batterie di Genova passano sotto il controllo delle forze nazi-fasciste, e il primo intervento avverrà su uno dei tre pezzi, che verrà protetto con una casamatta in cemento armato con la tipica forma a "guscio". Successivamente la batteria non avrà più modo di operare, Genova subirà altre incursioni, ma dall'alto con fitti bombardamenti alleati, e la mancanza di pezzi antiaerei renderà quasi inutile il complesso di Pegli.

Oggi il complesso è visitabile, ospita un museo e la sede del Coordinamento Ligure Studi Militari (C.L.S.M.) in un giardino dedicato ai caduti di Nassirya, oltre alla casamatta "Todt" sono ancora visibili le altre due piazzole scoperte, una quarta piazzola destinata al tiro illuminante e due bunker osservatorio.
Dal 2011 è stato aperto, nel bosco che circonda la batteria, un Parco Avventura sospeso fra gli alberi, attività che ha contribuito a bonificare la zona dal degrado e dal vandalismo aumentandone il presidio e coinvolgendo scolaresche, associazioni ed enti per rendere sempre più visitato questo luogo storico.